# Acordo Geral sobre Comércio de Serviços
O Acordo Geral sobre Comércio de Serviços, AGCS, (do inglês General Agreement on Trade in Services, GATS) é um acordo da Organização Mundial do Comércio (OMC) que entrou em funcionamento em janeiro de 1995 como um resultado das negociações da Rodada do Uruguai. O acordo foi criado para estender o sistema multilateral de comércio para os serviços da mesma maneira que o Acordo Geral de Tarifas e Comércio fornece um sistema para o comércio de mercadorias. 
Todos os membros da OMC são membros do GATS. O princípio básico da OMC das nações mais favorecidas (NMF) se aplica ao GATS da mesma forma.